# Dasypogon octonotatus
Dasypogon octonotatus är en tvåvingeart som beskrevs av Friedrich Hermann Loew 1869. Dasypogon octonotatus ingår i släktet Dasypogon och familjen rovflugor. Inga underarter finns listade i Catalogue of Life.